# 西山孝之
西山 孝之（にしやま たかゆき、1930年 - 1987年）は、札幌ラーメンの麺の製造者。西山製麺の創業者。

## 人物
富山県八尾町出身。従兄弟の西山仙治が1947年（昭和22年）に開業した『だるま軒』の麺製造に1950年（昭和25年）4月より従事する。他のラーメン店にも麺について人気が出てきて西山孝之が1953年（昭和28年）8月に『西山製麺』を設立。
1955年（昭和30年）1月、卵入り多加水熟成製法を採用し、コシが強い札幌ラーメンの麺として定着する『縮れ麺』を開発。大宮守人が経営する『味の三平』で、味噌ラーメンに合った麺ということもあり始めに採用され、後に札幌ラーメンの麺として定着することとなる。
1963年（昭和38年）12月、会社組織として西山製麺株式会社を設立。1965年（昭和40年）1月、西山製麺の本州のラーメン店にも出荷を開始。